# Hylettus excelsus
Hylettus excelsus es una especie de escarabajo longicornio perteneciente al género Hylettus, categorizada en la tribu Acanthocinini, de la subfamilia Lamiinae. Fue descrita por Bates en 1864.
El período de actividad en los ejemplares adultos se presenta en mayo.

## Descripción
Mide 11-15 mm de longitud.

## Distribución
Se distribuye por América del Sur: Bolivia, Brasil, Ecuador y Perú.